# 台灣播出之外購電視劇列表
本條目列出曾於台灣播放但並非由其公司所製作的外購劇。